# Moškovec
Moškovec este o comună slovacă, aflată în districtul Turčianske Teplice din regiunea Žilina. Localitatea se află la altitudinea de 448 m deasupra n.m., se întinde pe o suprafață de 2,1 km2 și în 2017 număra 67 de locuitori. Se învecinează cu comuna Ondrašová.

## Istoric
Localitatea Moškovec este atestată documentar din 1258.

## Demografie
| An:                | 1994 | 2004   | 2014   | 2024    |
| ------------------ | ---- | ------ | ------ | ------- |
| Număr de persoane: | 67   | 63     | 64     | 83      |
| Diferență:         |      | −5,97% | +1,58% | +29,68% |

| An:                | 2023 | 2024    |
| ------------------ | ---- | ------- |
| Număr de persoane: | 69   | 83      |
| Diferență:         |      | +20,28% |